# Bosque de protección del Alto Mayo
El bosque de protección del Alto Mayo es una zona protegida ubicada en la cuenca alta del río Mayo en la provincia de Rioja y provincia de Moyobamba, departamento de San Martín en el Perú. Son selvas de montaña nubosas y lluviosas con gran biodiversidad.
En el área se han contabilizado 1,300 morfoespecies agrupadas en 164 géneros siendo el mayor número de géneros de orquídeas en una área natural protegida en Perú.

## Información
- Categoría: Bosque de protección

Fecha de creación: 23 de julio de 1987.
- Ley de creación: Resolución Suprema Nº 0293-87-AGFF.
- Superficie: 182.000 ha
- Ubicación: Distritos de Yorongos, Rioja, Elías Soplín Vargas, Nueva Cajamarca, Awajún y Pardo Miguel en la Provincia de Rioja y el distrito de Moyobamba de la Provincia de Moyobamba del Departamento de San Martín.
- Ecorregión: Yunga fluvial

## Objetivos
Conservar los suelos de las cuencas hidrográficas de la región, proteger la infraestructura vial o de otra índole, así como los centros poblados y las tierras agrícolas en zonas aledañas contra los efectos destructivos de la erosión hídrica producida por la remoción de la cobertura vegetal. Asimismo, garantizar el aprovechamiento de agua para consumo humano y agrícola del valle del Alto Mayo, y conservar especies importantes de flora y fauna silvestre.

## Especies que protege
Las muestras representativas de los ecosistemas de las vertientes orientales de los Andes hacia la selva baja: el oso andino, el venado enano o sachacabra (Pudu mephistophiles), decenas de especies de tangaras, aves de altura, gramíneas, bromelias y centenares de orquídeas, entre ellas la más importante  Phragmipedium peruvianum.

## Cavernas, montes y ríos
Los guardaparques del Bosque de Protección Alto Mayo, hacen denodados esfuerzos para crear conciencia ambiental entre los pobladores de la zona  que viven ahí más de 35 años donde existe colegios postas médicas centros de educación inicial primaria  carreteras  y caminos, que les permita conservar los últimos bosques intactos que se elevan hacia las montañas. Pero la tarea no es sencilla. Una intensa migración proveniente de la sierra amenaza con ocupar todo cuanto esté a su alcance, destruyendo selvas para instalar cultivos que languidecen y acabando con la flora y fauna silvestres en cuestión de meses. Uno de los primeros pasos para conservar los bosques del Alto Mayo es ponerlos en valor. Mostrar a los pobladores de la región, a menudo ocupados en arrancar cosechas a sus campos de arroz o sobrevivir a través del comercio, las maravillas de una selva como pocas.
La actividad turística en el Alto Mayo es incipiente a pesar de que ha mejorado en algo la oferta de servicios turísticos en las ciudades de Moyobamba (en mayor grado) y Rioja, las posibilidades con que cuenta el turista para el desarrollo de una actividad de proporciones significativas para la economía regional son aún escasas. Sin embargo, el bosque tiene mucho que ofrecer. Un breve recorrido por los alrededores del valle nos permite visitar algunos de sus muchos atractivos. Las cataratas de Paccha son, sin duda, uno de los más prometedores. Ubicadas a 31 kilómetros de Moyobamba, sobre la carretera que conduce a los caseríos de Jepelacio y Nuevo San Miguel, está formada por un conjunto de caídas de agua cristalina que resuenan entre la exuberante vegetación de una estrecha quebrada poblada de bosques nativos y helechos arbóreos.
Algo más cerca aún están las cataratas del Gera. Un impresionante salto de agua de más de 60 metros de caída que domina un amplio valle verde y silencioso. Pocos espectáculos se comparan a la vista de esta cascada luego de las lluvias., cuando su torrente se carga de aguas coloradas y truena con un ensordecedor rugido que se escucha desde varios kilómetros a la redonda. También están las cuevas, maravillas formadas por la erosión del agua sobre la dúctil roca calcárea que han permanecido ocultas durante siglos. Consideradas sagradas por los nativos awajún del valle, algunas se convirtieron en el hogar de bandadas de aves nocturnas (guácharos), mientras eran celosamente guardadas por la selva.
Breves recorridos apie por colinas envueltas en vegetación tropical permiten acceder a algunas de las más impresionantes: la Perla de Cascallunga, entre los caseríos de El Triunfo y Cascallunga; El Diamante, en el poblado de Los Naranjos, el Santuario de las Amazonas, Aguas Verdes, entre otras.
Puede aventurarse a recorrer los ríos vírgenes que serpentean a la sombra de gigantescos renacos. Una embarcación ligera permite efectuar un recorrido impresionante que se inicia en el río Negro (margen derecha de la carretera Chiclayo-Tarapoto) y lleva aguas abajo, entre extensos arrozales y zonas de bosque secundario mientras recibe los aportes del Sapoteyacu, Tioyacu y Romero. El recorrido prosigue hasta la desembocadura del Negro en el Alto Mayo. Desde allí se sigue el curso descendente de las aguas hasta la boca del río Avisado para ingresar en él y surcarlo hasta la zona de los aguajales (asociaciones de Mauritia flexuosa) y renacales (Ficus trigona). El río Avisado es un curso de aguas negras y calmas, de extraordinaria belleza escénica y abundante vida silvestre. Mucha de la espectacularidad de esta zona tiene su origen en las montañas azules que se ven a lo lejos: el Bosque de Protección Alto Mayo.

## Amenazas
La principal amenaza para el desarrollo de una actividad turística en la zona es la eliminación de la cobertura boscosa en lugares de extrema pendiente, como consecuencia de malas prácticas de uso de tierras: agricultura de roce y quema, la instalación de pasturas con fines ganaderos y la implantación de cultivos permanentes como café, coca y cacao. Algunas zonas de altura, caracterizadas por la alta diversidad biológica de sus bosques, vienen siendo "aclareadas" a un ritmo alarmante. Localidades como Venceremos, en la carretera Pedro Ruiz-Rioja, son un triste ejemplo de la rápida sustitución de bosques de neblina por chacras poco productivas y que favorecen los procesos erosivos que no dificulta en nada alas ciudades de Moyobamba o Tarapoto 
En las partes bajas del valle, existe un acelerado proceso de migración proveniente de las serranías del departamento de Cajamarca (provincias de Chota y Cutervo), el mismo que empieza a mostrar su impacto negativo en algunas zonas ubicadas en el sector occidental del Bosque de Protección Alto Mayo. Una vez asentados, los pobladores invaden o ocupan por más de 40 años y luego toman  nuevas tierras para sus parientes y paisanos, complicando la situación legal de los territorios protegidos por el Estado.  Qué deberia estar protegido y alejado de las personas humanas sin dejar algún ingreso libre alas personas, una vez ubicado el terreno a invadir, se "descrema" (tala de especies de madera fina, como el cedro de altura, la moena y otras) y finalmente se convierte en cultivos de maíz, café y otros. La creciente alza del precio del café en el mercado internacional, tendería a incrementar este fenómeno.
Aliados estratégicos para enfrentar este problema son las comunidades awajun  claro ellos alquilan las tierras a a los mestizos ejemplo (10 hectáreas a 8 mil soles por 5 años, a foráneos que fomentan la agricultura, don los Moyobamba nos Rioja la y tapotinos comen su yuca arroz maíz  choclo hortalizas, plátanos papayas cañas carnes pescados de río etc etc  (awajún), organizadas en el valle a través de dos entidades reconocidas oficialmente, las mismas que apoyan la idea de mantener tierras en estado de intangibilidad como una forma de evitar la creciente llegada de foráneos a la región.
En el caso de la castigada selva alta, otras razones se suman para devastar extensiones cada vez mayores de bosques nativos. Bosques que son vitales para el mantenimiento del equilibrio hídrico en regiones enteras; que captan el agua de las lluvias y la conducen, limpia y tranquila, a los valles donde el hombre la aprovecha; bosques que evitan que carreteras y caminos, centrales hidroeléctricas y poblados enteros sean devastados por huaicos y deslizamientos causados por la desestabilización de un terreno frágil, sin cobertura y expuesto al continuo embate de las lluvias.
En el Perú, la apertura de nuevas áreas para cultivos (la coca, entre ellos) en abruptas laderas y con surcos que siguen el sentido de la pendiente, la terca persistencia en la introducción de ganado exótico y la tala y quema con fines de ampliación de terrenos agrícolas que serán paulatinamente empobrecidos por la lluvia, tanto en la selva alta como en el llano amazónico, se suman para alcanzar cada año la escalofriante cifra de 300.000  si el bosque son 182.000 hectáreas de donde sacaron usted señor 300,000 por año mis padres estudiaron en el caserío amangay en 1970 yo nací en 1986  hasta el año 2022 no existiria un árbol en la zona  hectáreas deforestadas. Esto equivale a una extensión similar a 1.500 canchas de fútbol por día.

## Potencial
La región del Alto Mayo, comprendida entre la zona denominada Venceremos (carretera Pedro Ruiz-Rioja) y los alrededores de la ciudad de Moyobamba, cuenta con los recursos naturales suficientes como para iniciar el desarrollo de una actividad turística dirigida a la naturaleza que beneficie de manera importante la economía de la zona.
Si bien los recursos turísticos son numerosos (cascadas de gran belleza, pueblos tradicionales, cavernas poco exploradas, paisajes naturales y muchos más), éstos requieren de infraestructura básica y promoción para convertirse en verdaderos productos turísticos y generar beneficios a la población local.
Es importante articular la ciudad de Tarapoto a un eventual circuito turístico por diversas razones: acceso desde Lima a través de vuelos comerciales directos, buena infraestructura de servicios y mayor experiencia en el desarrollo de la actividad. Asimismo, es necesario rescatar el aporte de los empresarios locales para integrar sus esfuerzos con miras al desarrollo del circuito propuesto.